# Thinocorus
Thinocorus Eschscholtz, 1829 è un genere di uccelli della famiglia Thinocoridae.

## Tassonomia
Thinocorus comprende due specie:
- Thinocorus orbignyianus I.Geoffroy Saint-Hilaire & Lesson, 1831 - tinocoride pettogrigio
- Thinocorus rumicivorus Eschscholtz, 1829 - tinocoride rumicivoro